# Dia da Liberdade de Software
Dia da Liberdade de Software ou Dia do Software Livre (Software Freedom Day em inglês) é um dia comemorado anualmente, em diversas nações, para celebrar o software livre e sistemas livres/de código aberto.
O evento é celebrado anualmente no terceiro sábado de Setembro, ainda que em alguns locais as celebrações ocorram em dias próximos mas distintos. Um exemplo disso foi o ano de 2008, em que a data coincidiu com um feriado no estado do Rio Grande do Sul, e acabou sendo adiantado para o dia 13 de setembro.

## Data oficial do evento a cada ano
| Ano  | Data           |
| ---- | -------------- |
| 2004 | 21 de setembro |
| 2005 | 10 de setembro |
| 2006 | 16 de setembro |
| 2007 | 15 de setembro |
| 2008 | 20 de setembro |
| 2009 | 19 de setembro |
| 2010 | 25 de setembro |
| 2011 | 17 de setembro |
| 2012 | 15 de setembro |